# Истории Папы Кролика
«Истории Папы Кролика» (фр. La Famille Passiflore) — французский мультсериал, основанный на серии книг Женевьевы Юрье «Жили-были кролики».

## Описание
Мультсериал «Истории Папы Кролика» транслировался на телеканале TF1 с 24 по 28 декабря 2001 года. Всего было показано 4 эпизода. Сериал совместно разработан французской телекомпанией TF1 и несколькими канадскими компаниями. За всю историю мультсериала было выпущено 52 эпизода и 3 сезона.
Сериал рассказывает о приключениях и подвигах семьи Трюфель (Bellflower) — клана из семерых кроликов, живущих в Бичвуд-Гроув (Beechwood Grove; англ. Blueberry Hill). Папа Тимьян (Bramble) и тётя Азалия (Zinnia) щедро заботятся о своих пятерых детях: Базилике (Poppy), Непоседе (Violette), Шустрике (Mistletoe), Рыжике (Periwinkle) и Лютике (Dandelion).

## Персонажи

### Взрослые
- Тимьян Трюфель
- Азалия Трюфель

### Дети
- Базилик Трюфель
- Непоседа Трюфель
- Шустрик Трюфель
- Рыжик Трюфель
- Лютик Трюфель

## Производство
В начале своего существования сериал был выпущен в виде пакета из четырёх спецвыпусков телекомпанией TF1 и её дочерней компанией Protécréa, а также телекомпаниями TVA International в Монреале и Melusine в Люксембурге. Аниматор фильма  Disney «Утиные истории» являлся режиссёром сериала «Истории Папы Кролика». Производство сериала началось осенью 2000 года и обошлось в более, чем 2 миллиона долларов США, или 600000 долларов США за каждый эпизод.
Начиная с 2004 года, более поздние эпизоды выпускались студиями Euro Visual, Tooncan, Megafun, Big Cash, Dragon Cartoon и Disney Television France. На этот раз режиссёром являлся Эрик Бертье, а композитором являлась Элис Уиллис.

## Трансляция в России
В России трансляция сериала «Истории Папы Кролика» началась в 2010 году на канале «ТелеНяня» (позднее — «Карусель»).